# Kaiju
Kaiju (Japans: 怪獣, kaijū) is een Japanse term die letterlijk "vreemd beest" of "mysterieus wezen" betekent, of kortweg: monster. Buiten Japan, vooral in de Verenigde Staten, wordt ermee verwezen naar Japanse monsterfilms over kolossale monsters.
Hoewel de eerste definitie van het woord de juiste is, is de tweede dankzij de media veel bekender. In Japan kan Kaiju slaan op elk soort monster. De correcte term voor reuzenmonsters is Daikaiju. De bekendste van deze wezens is Godzilla.
De meeste Kaiju-films worden geproduceerd door de Japanse filmstudio Toho. De bekendste van de Kaiju, Godzilla, is door hen bedacht.

## Bekende Kaiju
- Godzilla
- Mothra
- King Ghidorah
- Gamera
- Mechagodzilla
- Rodan
- Gyaos
- King Kong